# Peter Prodromou
Peter Prodromou (Londra, 14 gennaio 1969) è un ingegnere britannico, Chief designer della McLaren.
È di origine britannica greco-cipriota aerodinamico di volo e ingegnere, attualmente ingegnere capo progettista per la McLaren. Si è unito alla scuderia nel 1991, per poi lasciarla nel 2006, seguendo Adrian Newey in Red Bull. Nel pre-stagione per il campionato 2015 di F1, Prodromou ha aiutato Tim Goss e Neil Oatley nella progettazione della McLaren MP4-30.Nel 2017 è diventato il direttore tecnico della squadra, responsabile dell'aerodinamica. Nel 2023, ha sostituito James Key, promosso al nuovo ruolo di direttore tecnico (aerodinamica).